# Selago teucriifolia
Selago teucriifolia är en flenörtsväxtart som beskrevs av Nicolaas Laurens Nicolaus Laurent Burman. Selago teucriifolia ingår i släktet Selago och familjen flenörtsväxter. Inga underarter finns listade i Catalogue of Life.